# Poverty Point
Poverty Point (en francès: Pointe de pauvreté) (16 WC 5) és un moviment de terres prehistòriques de la cultura del Poverty Point, ara és un monument històric i Patrimoni de la Humanitat des del 2014.
Situat al sud dels Estats Units, a 24,9 km del riu Mississipi, i situat als afores de Maçon Ridge, prop del poble d'Epps a West Carroll Parish al nord-est de Louisiana.